# Margarethe von der Saale

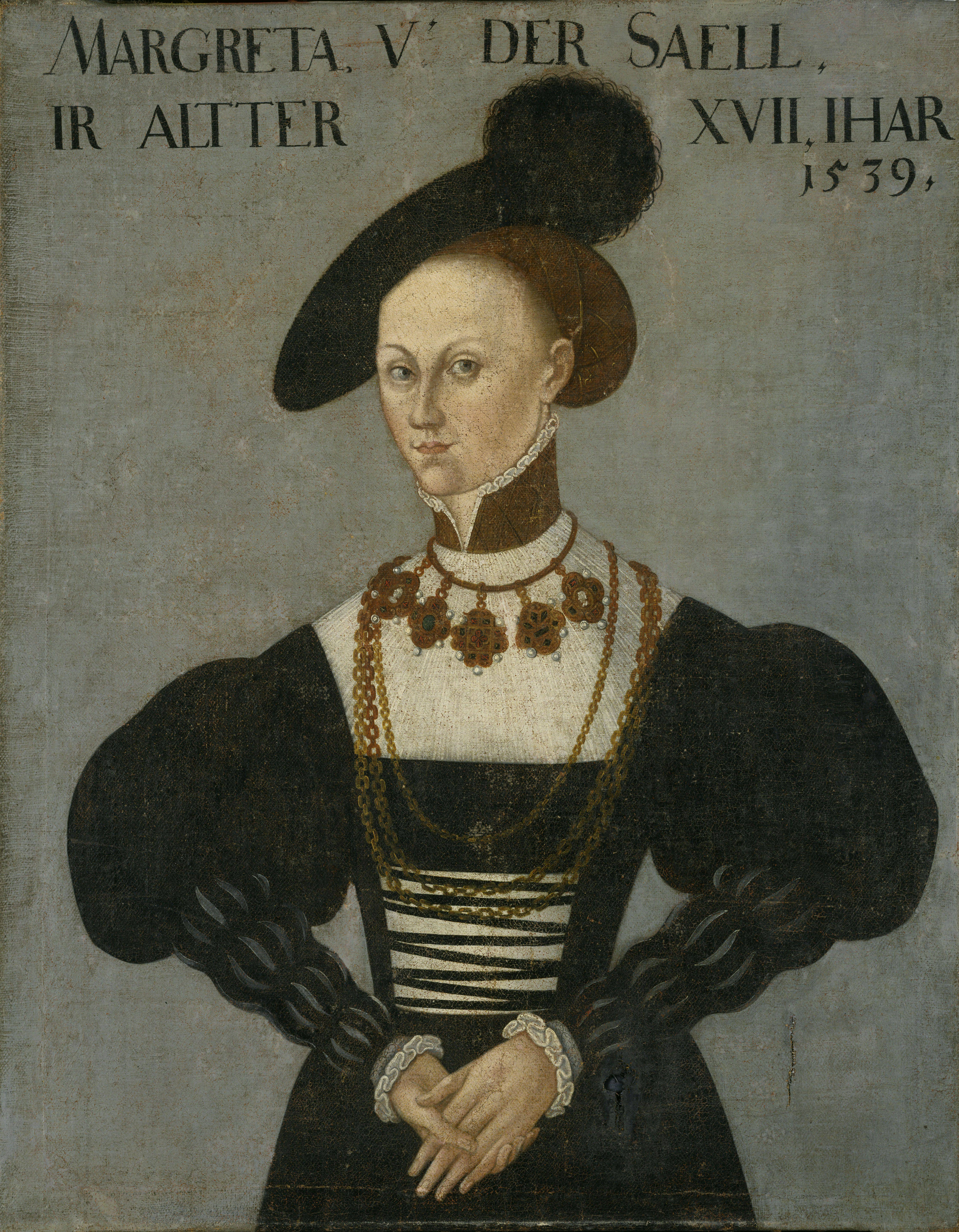
Margarethe von der Saale

Margarethe von der Saale, auch Margarethe von der Sahla genannt (* 1522 in Schönfeld; † 6. Juli 1566 in Spangenberg) war die zweite Ehefrau von Landgraf Philipp von Hessen (1504–1567).

## Leben

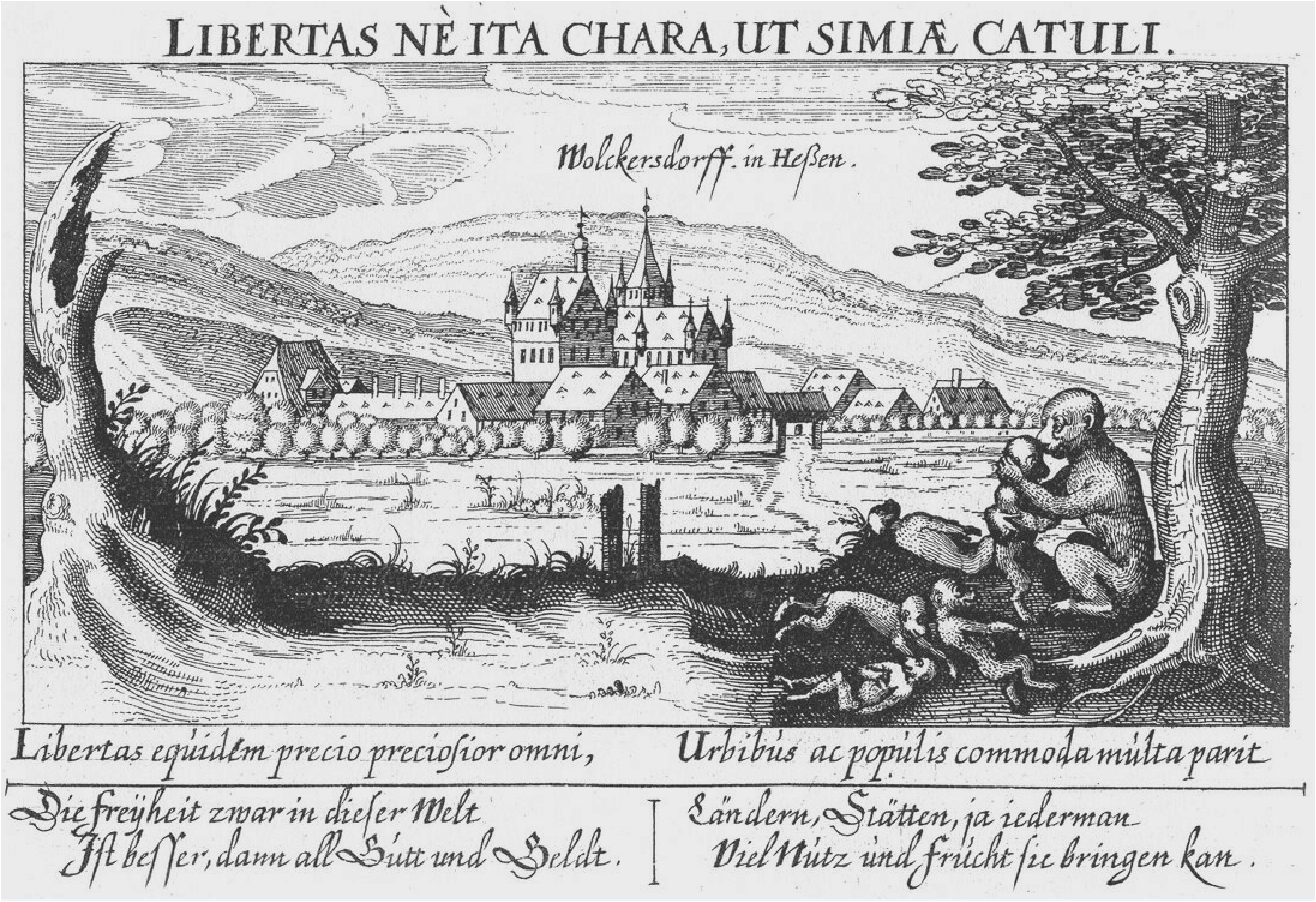
Jagdschloss Wolkersdorf, 1625

Margarethe wurde als Tochter von Anna von Miltitz und Hans von der Saale 1522 in Schönfeld geboren. Der seit 1523 verheiratete Landgraf Philipp lernte die 17-Jährige im Jahre 1539 kennen. Seine Ehe mit Christina von Sachsen beschrieb er als von Anfang an zerrüttet: Er habe „nihe liebe oder brunstlichkeit zu ir gehabt, wie wol sie sust from, aber warlich sust unfreindtlich, heslich, auch übel geroch.“ Andererseits hatten sie neun zwischen 1527 und 1547 geborene Kinder, so dass der zitierte Ausspruch als Rechtfertigung seiner zweiten Ehe zu werten ist.
Er wollte Margarethe morganatisch heiraten, weil er vom Abendmahl ausgeschlossen war, solange er „in Sünde“ mit einer anderen Frau lebte. Eine Scheidung wollte er aus religiösen oder aus politischen Gründen jedoch nicht. Er suchte den Reformator Martin Luther um Beurteilung nach und verwies bei seiner Anfrage auf die dem Brief beigelegte Sage des Grafen von Gleichen. Luther widersprach am 10. Dezember 1539 dieser Darstellung, aber stellte fest, dass von den beiden Übeln Scheidung und Bigamie letzteres das geringere sei. Luther ließ damit Philipp gewähren. Die Trauung fand am 4. März 1540 im Rotenburger Schloss im Beisein von Martin Bucer und Philipp Melanchthon  durch Dionysius Melander statt. Nach der Trauung bewohnte Margarethe zunächst das Jagdschloss Wolkersdorf im heutigen Bottendorf bei Frankenberg. 1542 wurde ein Fachwerkhaus am Marktplatz in Spangenberg (Ecke Burgstraße-Klosterstraße) ihr Wohnsitz. 1565 erwarb sie den Burgsitz Spangenberg und ließ das Herrenhaus errichten. Ein Jahr nach ihrem Tod verkaufte ihr Sohn Ernst von Diez den Burgsitz an die Stadt Spangenberg.
Bei Hof in Kassel war sie auch nach dem Tod der Landgräfin Christina († 1549) nicht willkommen.

## Kinder
Aus der Ehe gingen neun Kinder hervor, die späteren „Grafen zu Diez aus dem Hause Hessen“:
- Philipp (1541–1569), trat 1557 in französischen Dienst
- Hermann (1542–1568)
- Christoph Ernst (1543–1603)
- Margarethe (1544–1608)
- Albrecht (1546–1569)
- Philipp Conrad (1547–1569)
- Moritz (1553–1575)
- Ernst (1554–1570)
- Anna (1557–1558)

In seinem Testament von 1562 verlieh Landgraf Philipp den sieben Brüder und deren überlebende Schwester Margarethe  den Titel „Geborene aus dem Hause Hessen, Grafen zu Diez und Herren zu Lißberg und Bickenbach“. Den Brüdern gab er, zu gemeinschaftlichem Besitz und mit voller landesherrlicher Souveränität, die Herrschaften und Ämter Bickenbach und Lißberg, Schloss und Amt Ulrichstein, ein Viertel des Amtes Umstadt (siehe dazu Kondominat Umstadt), Stadt und Amt Schotten, Schloss und Amt Stornfels, Stadt, Schloss und Amt Homburg und den hessischen Teil des Dorfs Dehrn in der alten Grafschaft Diez. Margarethe finanziell abgefunden.
Die vier standesgemäß geborenen Söhne Philipps – Wilhelm IV. von Hessen-Kassel, Ludwig IV. von Hessen-Marburg, Philipp II. von Hessen-Rheinfels und Georg I. von Hessen-Darmstadt – nahmen diese Schmälerung ihres Erbes nur widerwillig hin und erreichten im Mai 1568, dass Kaiser Maximilian II. den Grafen zu Diez die volle Landeshoheit verweigerte. Als 1575 ihre Halbbrüder bis auf einen gestorben war, zogen sie den Besitz der Grafen zu Diez 1577 ein. Die Zehnteinkünfte des Viertels des Amtes Umstadt dienten bis 1603 dem letzten Grafen von Dietz zur Versorgung in der Gefangenschaft.

## Politische Auswirkungen
Die Ehe Philipps mit Margarethe von der Saale führte zu einer entscheidenden Schwächung der Reformation. Um einer Anklage wegen Bigamie zu entgehen, musste Philipp dem Kaiser im Regensburger Vertrag politische Zugeständnisse machen. Der 1546 wegen der Eroberung des Herzogtums Braunschweig mit Reichsacht belegte Landgraf wurde mit den anderen evangelischen Fürsten im Schmalkaldischen Krieg geschlagen und danach fünf Jahre lang inhaftiert.